# Call of Duty 4: Modern Warfare
A Call of Duty 4: Modern Warfare 2007-es first-person shooter videójáték, amelyet az Infinity Ward fejlesztett és az Activision adott ki Microsoft Windowsra, Mac OS Xre, PlayStation 3-ra, Xbox 360-ra és Wii-re. A játéknak Nintendo DS-re is készült változata. Észak-Amerikában, Európában és Ausztráliában 2007 novemberében adták ki játékkonzolokra és Windowsra. Macre 2008 szeptemberében jelent meg, 2009 novemberében pedig a Wii változatot adták ki Reflex Edition alcímmel. 2009. szeptember 10-én a Square Enix újra kiadta Japánban. A Modern Warfare a Call of Duty-sorozat negyedik játéka (a kiegészítőket nem számítva) és a hasonló című sorozat első része, amelyet a Call of Duty: Modern Warfare 2 követett, és a sorozat első olyan játéka, amely M besorolást kapott az ESRB szerint. A Modern Warfare szakít a sorozat korábbi részeinek második világháborús környezetével és a modern korban játszódik. Két évig fejlesztették.
A történet 2011-ben játszódik, amikor egy radikális vezető kivégzi egy meg nem nevezett közel-keleti ország elnökét és egy ultranacionalista mozgalom polgárháborút robbant ki Oroszországban. A játék egy amerikai tengerészgyalogos és egy brit SAS kommandós szemszögéből mutatja be az eseményeket és a Föld több pontján játszódik, mint az Egyesült Királyság, a Közel-Kelet, Azerbajdzsán, Oroszország és Ukrajna. A többjátékos része a játéknak különféle játékmódokat tartalmaz és egy olyan szintlépési rendszert, amely az előrehaladással párhuzamosan újabb fegyvereket, kiegészítőket és képességeket tesz elérhetővé a játékosok számára.
Kritikai elismerést kapott, mind a GameRankings, mind a Metacritic oldalán 94%-os értékelést ért el. A játékmenet és a történet szokatlan dicséretet kapott, míg a kritikák főleg arra irányultak, hogy a játék nem tudta tartósan inspirálni az FPS műfajt. Több díjat is kapott a játékokkal foglalkozó weboldalaktól, mint például az IGN-től a Legjobb Xbox 360 játék díját. 2007 legnagyobb számban eladott játéka volt, 2008 januárjáig hétmilliót adtak el belőle, 2009 májusáig pedig több mint tizenhárom milliót.

## Játékmenet
A Call of Duty sorozat addigi játékaival szemben a Modern Warfare modern felszereléseket vonultat fel és új attrakciókkal rendelkezik, melyek többsége a többjátékos módban jelenik meg, mint például az öléssorozat (killstreak): bizonyos számú ellenfél megölése után a játékos különböző támogatások használatára kap lehetőséget, mint például a helikopteres vagy légi csapás. A játékos karakter háromféle pozíciót vehet fel: járás, guggolás és hasalás, amik különbözőképpen befolyásolják a haladási sebességét, a célzás pontosságát és a lopakodást. A fedezék használata segíti az ellenséges tűz kikerülését és az életerő visszanyerését egy sérülés után. Amikor a játékos sérülést szenved, a képernyő széles vörösen világít és a karakter szívverése felgyorsul. Ha ekkor el tudja kerülni a további lövedékeket, akkor felgyógyul. Ha a játékos egy éles kézigránát közelében van, akkor egy fehér jelzés mutatja annak a helyét, segítve a robbanás kikerülését vagy a robbanóeszköz visszadobását.

### Hadjárat
A hadjárat során a játékos különböző szereplők felett veszi át az irányítást, akik szerepe a történetben egyidejűleg történik, és átfedi a játék eseményeit. Ezért a játékos perspektívája pályánként cserélődik egyik szereplőről a másikéra. Minden pályán több feladatot kell teljesíteni, amik helyét a HUD mutatja, a hely és távolság megjelölésével. Ezek különböző típusúak lehetnek, például egy ellenőrzőpont elérése, ellenségek likvidálása egy kijelölt helyen, egy kijelölt célpont védelme vagy robbanóanyaggal történő megsemmisítése. A játékvégi stáblista lejátszása után egy bónusz küldetés válik elérhetővé, ahol az SAS kommandósai kiszabadítanak egy VIP túszt egy terroristák által eltérített repülőgépről és elhagyják azt mielőtt felrobbanna.

### Többjátékos mód
A többjátékos módban csapat alapú és deathmatch alapú játékmódok elérhetőek különböző térképeken. Minden játékmódban van egy olyan célkitűzés, melynek teljesítése egyéni stratégiát igényel. A játékosok kérhetnek robotrepülőgépes felderítést, légicsapást és helikopteres támogatás, miután három, öt és hét ellenséget megöltek egymás után. A játék akkor ér véget ha az egyik csapat vagy játékos előre meghatározott számú pontot ér el vagy ha az idő lejár, és ilyenkor a legtöbb pontot elérő lesz a győztes. Ha az idő lejártakor pontszámegyezés van, akkor bekapcsol a hirtelen halál mód (Sudden Death mode). Ilyenkor nincs lehetőség a játékosoknak az újjászületésre és az a csapat nyer, amelyiknek az utolsó tagja életben marad vagy hamarabb teljesíti a kitűzött feladatot.
A játékos az itteni eredményeiért tapasztalati pontokat kap a megölt ellenségek, teljesített kihívások és célkitűzések és a végigjátszott meccsek után. Ahogy a játékos egyre többet szerez ebből, úgy lép szintet, ami hozzáférést biztosít új fegyverekhez, különleges képességekhez, kihívásokhoz és játékmódokhoz. A legmagasabb elérhető szint az 55., azonban a konzolverzióban lehetőség van a presztízsmód aktiválására, ami visszaállítja a játékost 1. szintre, elvéve tőle az addig megszerzett hozzáféréseket. A folyamatot tíz alkalommal lehet megismételni, melyek mindegyike során egy eltérő jelvényt kap a játékos.
Egy kihívás teljesítése tapasztalati pontot eredményez és különböző fegyverkiegészítőket tehet elérhetővé. Ezek között akad, ahol például egy bizonyos számú ellenfelet kell egy adott fegyverrel megölni, bizonyos számú fejlövést kell elérni vagy egy helikoptert lelőni. Ahogy a játékos halad előre, lehetősége nyílik a karakterosztálya egyénesítésére, ami az elsődleges és másodlagos fegyverzet valamint a gránáttípus kiválasztását jelenti. A játékos három különleges képességet is választhat, a három „tier”-ből egyet-egyet. Ezek között vannak, amik extra lőszert adnak, növelik a játékos lövéseinek sebzését vagy egy kézigránátot aktiválnak amikor a játékos meghal. Ha a játékos egy fegyverrel bizonyos számú fejlövést ér el, akkor új fegyverálcákat tehet elérhető az adott fegyver számára.

## Történet

### Szereplők
A játékos az egyjátékos hadjárat során hat különböző szereplőt lát belső nézetből. A játék legnagyobb részét John "Soap" MacTavish, a brit SAS őrmesterének szemszögéből látja a 22. SAS ezredhez való felvételétől kezdődően. Paul Jackson őrmester, amerikai tengerészgyalogos felderítő a Közel-Keleten harcoló alakulatok tagja és az első felvonás öt pályáján irányítható szereplő. John Price százados egy SAS tiszt, aki egy 1996-ba vezető visszaemlékezése során játszható két pályán, hadnagyként. Jászir el-Fuláni (Yasir Al-Fulani, arabul: ياسر آل فلاني), a meg nem nevezett közel-keleti állam elnöke a játék nyitójelenetében látható belső nézetből kivégzéséig, de nem irányítható. Ezen kívül még egy AC-130 repülőgép hőképes monitorját kezelő névtelen katona is játszható egy pályán, valamint egy SAS terrorelhárító kommandós is a „Mile High Club” pályán, ahol egy eltérített gépet kell visszafoglalni és egy VIP-t megmenteni.
A nemjátékos szereplők hangsúlyosak a történetben: John Price százados és jobbkeze, Gaz Soap mentoraiként szolgálnak. Jackson szakaszát Vasquez hadnagy és Griggs törzsőrmester (akit az Infinity Ward vezető animátoráról, Mark Grigsby-ről mintáztak) vezetik, utóbbi később Soapot segíti Oroszországban. Kamarov őrmester vezeti az orosz lojalista erőket, akik az SAS-t és a tengerészgyalogosokat támogatják. Nyikolaj (Nikolai, oroszul: Николай) egy orosz informátor, aki az SAS-t segíti. MacMillan százados Price mentora és parancsnoka a visszaemlékezése során.
A játék ellenfelei: Imran Zahajev (Imran Zakhaev, oroszul: Имран Захаев), az ultranacionalisták vezére; Háled el-Aszad (Khaled Al-Asad, arabul: خالد الأسد), a közel-keleti lázadók vezetője és Zahajev szövetségese; valamint Viktor Zahajev (Victor Zakhaev, oroszul: Виктор Захаев), Imran fia és az ultranacionalista párt fontos tagja.

### Cselekmény

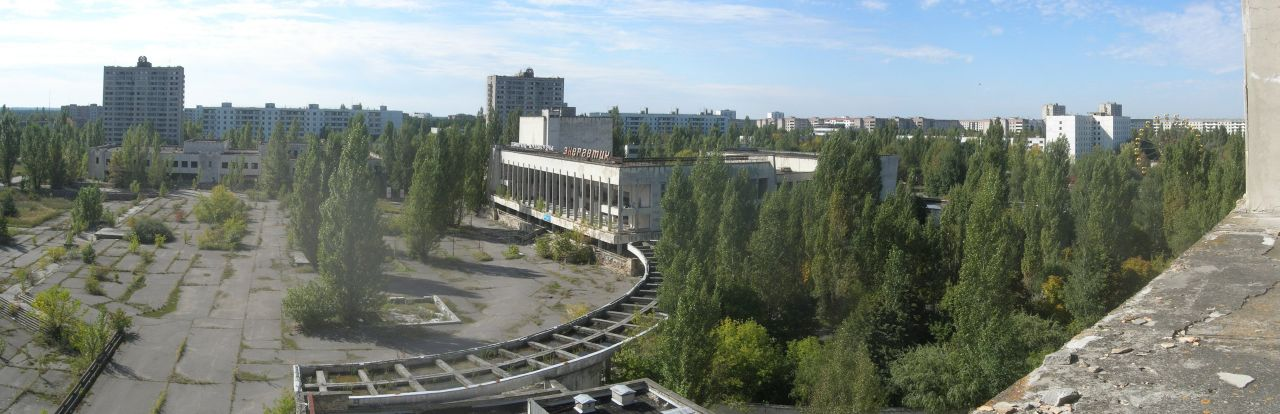
A játék egy része az ukrajnai Pripjatyban játszódik. A lakatlan város számos ismert helyszíne megjelenik benne, mint például ez a tér, a város óriáskereke és a Polisszja szálló

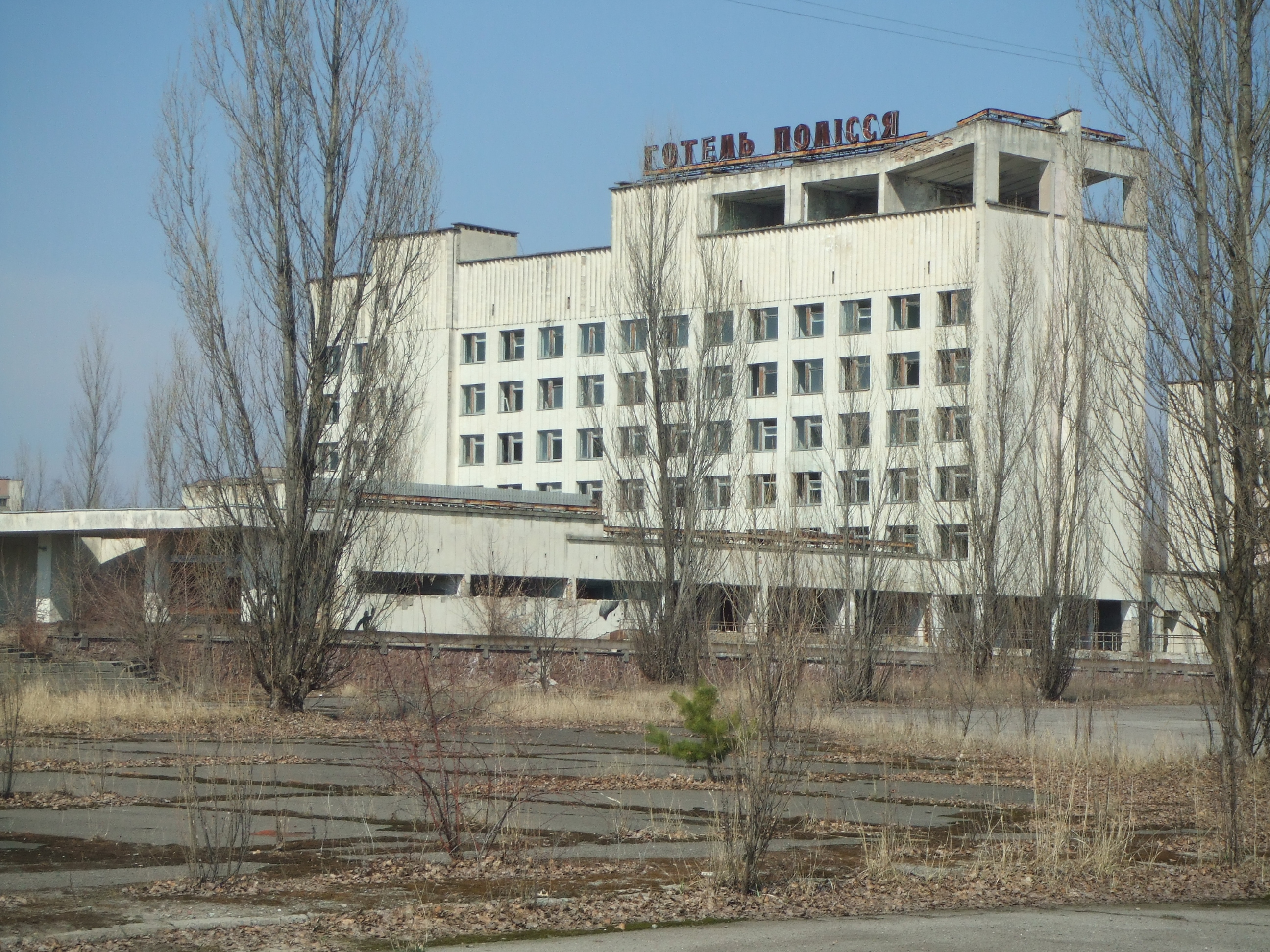
A Polisszja szálló, amelynek felső szintjéről Price meglövi Zahajevet

A játék az angliai Credenhillben lévő SAS kiképzőbázison kezdődik, John "Soap" MacTavish őrmester első napjával az egységénél. Itt egy hajó elleni rajtaütés helyiségharcát szimuláló kiképzésen vesz részt. A Bering-szorosban végrehajtott tényleges bevetés során Soap, Price százados, Gaz és az egység többi tagja atomfegyvert keresnek a hajón. Miután megtisztítják azt az ellenségtől, megtalálják a bombát, ám két MiG vadászgép beavatkozása miatt nem tudják elszállítani, lövéseik nyomán a hajó süllyedni kezd. A csapat még időben elmenekül és magával viszi a rakomány nyilvántartási listát, amely bizonyítékul szolgál az orosz Ultranacionalista Párt és a közel-keleti lázadócsoport közötti kapcsolatra.
Az ultranacionalisták vezetője, Imran Zahajev, aki hazájában a Szovjetuniót akarja visszaállítani, másfelé irányítja a nemzetközi figyelmet azzal, hogy pénzeli a szeparatista Háled el-Aszad által vezetett közel-keleti lázadók puccsát. Mikor a terv kiderül, az Amerikai Egyesült Államok kormánya katonai akcióba kezd a lázadók megállítására, míg az SAS Oroszország területén folytat akciókat. Miután el-Fuláni elnököt élő adásban kivégzi el-Aszad és átveszi az irányítást, az SAS kimenti lebukott informátorát, Nyikolajt az ultranacionalisták fogságából.
A közel-keleti ország amerikai inváziója során a tengerészgyalogság felderítő egységének (USMCFR) egyik szakasza, Vasquez hadnagy vezetése alatt el-Aszad után kutat, azonban nem tudják elfogni. Ezután a szeparatisták ellen harcoló további amerikai alakulatoknak segédkeznek az előrenyomulásban. A hadművelet végső szakaszában az amerikai központi parancsnokság kideríti el-Aszad tartózkodási helyét a fővárosban. A SEAL hatos csapata figyelmezteti a parancsnokságot egy orosz atomfegyver jelenlétéről, aminek a hatástalanítására a Nukleáris sürgősségi támogatócsoport (NEST) tagjait küldik oda és megkezdik a környékről a katonák kivonását. Vasquez csapata azonban hátramarad, hogy kimentse egy lezuhant AH–1 Cobra helikopter pilótáját, aki korábban tűztámogatással segítette őket. A pilótát sikerül kimenteni, azonban az atomfegyver felrobban, a várost és az amerikai erők nagy részét elpusztítva. Jackson egységének helikopterét is elkapja a robbanás és mindenkit megöl rajta.
A britek ezután megtudják, hogy az inváziót megelőzően el-Aszad elmenekült az országból és egy azerbajdzsáni biztonságos házban bujkál. Nyikolaj információinak és a lojalisták segítségének köszönhetően az SAS megtisztítja a falut az ultranacionalistáktól és elfogja el-Aszadot. Price százados vallatni kezdi, és eközben a lázadóvezér telefonja megszólal. Miután meghallja a telefonban a hívó hangját, a százados agyonlövi el-Aszadot, mivel sikerül megtudnia, hogy Zahajev a támogatója. Price ezután elmeséli a Zahajev elleni 15 évvel azelőtti pripjatyi merényletkísérlet történetét.
A csernobili atomkatasztrófa és a Szovjetunió felbomlása során bekövetkező zavaros helyzetnek köszönhetően Zahajev a nukleáris eszközök kereskedelmével nagy hasznot húzott és friss vagyonát arra használta, hogy a Szovjet Hadsereg katonáit az Ultranacionalista Párthoz csábítsa. 1996-ban John Price-ot MacMillan skót SAS századossal együtt Pripjatyba küldték, hogy végezzenek Zahajevvel. Miután észrevétlenül bejutottak a szellemvárosba, a Polisszja szálló felső szintjén helyezkedtek el, ahonnan Price egy Barrett M82 mesterlövészpuskával lőtt rá a célpontra, aki ugyan túlélte, de elvesztette bal karját. MacMillan a menekülés során megsérült egy helikopter lezuhanása miatt, amit előtte közösen lőttek le. Price ezután a hátán cipelte el a kimentési pontig, ahol közösen védekeztek a helikopter érkezéséig.
A jelenben az SAS és a tengerészgyalogság közös akciót indít, Price százados brit és Griggs törzsőrmester amerikai egységével, akiket Kamarov lojalistái támogatnak, azzal a céllal, hogy megállítsák Zahajevet. Megpróbálják a fiát, Viktort elfogni egy orosz városban, hogy így megtudják Imran hollétét, de amikor sarokba szorítják, öngyilkos lesz. Apja felbőszülve az egész nyugatot hibáztatja haláláért és azzal akarja megtorolni, hogy interkontinentális ballisztikus rakétákat lő ki az Egyesült Államok keleti partjára, ami becslések szerint 41 millió halálos áldozattal járna. Amikor a katonák megérkeznek az épülethez, két rakétát ki is lő. Azonban a támadók sikeresen elfoglalják a vezérlőközpontot és még az Atlanti-óceán felett felrobbantják azokat. Ezután katonai járművekkel menekülnek el, miközben Zahajev emberi üldözőbe veszik őket.
Mielőtt az egység elérhetné a közelben lévő hidat, egy Mi–24 felrobbantja azt, csapdába ejtve őket. Zahajev emberi nemsokára megérkeznek és harcba kezdenek a megmaradt támadókkal. Gaz hívást kap Kamarovtól, aki közli, hogy a segítség úton van. Mögöttük a hídon lévő földgáztartály felrobban, ami mindenkit harcképtelenné tesz Griggset kivéve, akit akkor lőnek le, amikor a földön fekvő Soapot próbálja biztonságra helyre húzni. Zahajev és két katonája végigsétál a földön fekvők között és több katonát kivégeznek, így Gazt is. Mielőtt elérnék Soapot és Price századost, a helikopterük felrobbanása és az érkező lojalista helikopterek elvonják a figyelmüket. Price odacsúsztatja az M1911 pisztolyát Soapnak, aki lelövi Zahajevet és két kísérőjét. Amikor Kamarov megérkezik, Soapot kimentik, Price századost pedig egy orosz felcser próbálja újraéleszteni.

## Fejlesztés
A játék fejlesztésében 100-an vettek részt 2 éven keresztül. A Call of Duty 2-t követően az Infinity Ward úgy döntött, hogy változtatnak a sorozat korábbi részeiben jelenlévő második világháborús környezeten. Ennek eredménye lett a Modern Warfare és a két folytatása. A fejlesztők úgy döntöttek a játék készítésénél, hogy a történetben kerülik bármilyen valós modern katonai konfliktus bemutatását és helyette két azonos erejű fél harcának koncepcióját tartják meg. Hogy erősítsék a játék realizmusát, a készítők egy katonai gyakorlaton is részt vettek a kaliforniai Twentynine Palms tengerészgyalogos bázison. Ez például segítséget nyújtott annak szimulálásában, hogy milyen hatásai vannak, ha valaki egy M1 Abrams tank közelében van, miközben az tüzel. Ezen kívül beszéltek olyan tengerészgyalogosokkal, akik nemrég harcoltak, hogy megtudják a katonák hátterét, érzéseit és magatartását a harcban. Veteránokat is alkalmaztak a motion capture jelenetek, valamint a mesterséges intelligencia ellenőrzésére.
A többjátékos részt igyekeztek úgy megtervezni, hogy az kiegyensúlyozott és jutalmazó legyen az új játékosokkal, míg egyúttal a tapasztaltaknak is nyújt kihívást. Ötletként merült fel a légicsapások berakása, ahol a játékosok különböző területekért harcoltak volna, amelyeket irányítva légi támogatást kérhetnek az ellenség ellen. Ezt azonban utóbb elvették, hiszen a játékosokat nem ösztönözte volna olyan típusú deathmatch játékra, mint azt tervezték. Helyette egy öléssorozat (angolul: kill streak) jutalomrendszert raktak a helyére, hogy buzdítsák a játékosokat ügyességük javítására. A játékosoknak megengedték, hogy kiválasszák a fegyverüket a meccsek előtt, hogy könnyen hozzászokjanak a fegyverekhez és csökkentsék az elesettek fegyverei iránti vadászatot a pályákon. A többjátékos pályákat elsősorban deathmatch játékokhoz hozták létre. Elrendezésüket úgy tervezték meg, hogy minimálisra csökkentsék azoknak a helyeknek a számát, ahol el lehet bújni az ellenséges tűz elől.

### Zene
A játék zenéjének többségét Stephen Barton brit zeneszerző írta, aki többek között Harry Gregson-Williams filmzenéiben is közreműködött. Gregson-Williams szintén írt néhány zenét a játékhoz, például annak főcímdalát. Sok közülük elérhető az Infinty Ward által üzemeltetett "7 Days of Modern Warfare" weboldalon, mások pedig Barton oldalán. A játékban és a készítők listája során elhangzó rapdalt a játék vezető animátora, Mark Grigsby adja elő.

## Fogadtatás
| Összegzőoldal | Értékelés |
| ------------- | --------- |
| GameRankings  | 92%       |
| Metacritic    | 92/100    |

| Szerző        | Értékelés |
| ------------- | --------- |
| 1Up.com       | B+        |
| GameSpy       | 5/5       |
| GameStar (DE) | 91/100    |
| GameStar (HU) | 95/100    |
| IGN           | 94/100    |
| PC Guru       | 95/100    |

A PC Guru értékelése számos pozitívumot emelt ki a játékkal kapcsolatban: egyrészt szakít a világháborús témával, modern környezetbe helyezi a cselekményt. A modern kor hadviselése realisztikus, megmaradt az intenzív, addiktív játékmenet. A küldetések változatosak, az előző részekkel ellentétben pedig már elfogadható történetet kapott, többszálú cselekménnyel. A grafika összességében szép, ám ez nem a grafikus motornak, hanem a pályatervezőknek és grafikusoknak köszönhető, akiknek a stílusa elfedi az engine hiányosságait. A remek animációknak köszönhetően a karakterek mozgása életszerű, a szinkronhangok hitelesek. A társak mesterséges intelligenciája jól működik. A játék legfőbb erényének a többjátékos módot tekintik, melynek köszönhetően hosszú időre kikapcsolódást nyújt a játék. Negatívumnak felhozták, hogy normál fokozaton legfeljebb 5-6 óra végigjátszani az egyjátékos módot és ilyenkor a kihívás is minimális, ami rontja a játék hangulatát. Ezenfelül több apró hibája is van, ám ezek a cikkíró szerint eltörpülnek a játék erényei mellett. Összességében a "Semmi forradalom, csak minden kicsit jobb, több, kerekebb és teljesebb." mondattal jellemezhető a játék, mely végül 9.5 pontot kapott a tízből.
A GameStar kritikájában, a cikkíró véleménye szerint a Call of Duty széria jellemzői (filmszerű elemekkel színesített, minden felesleges időhúzástól megtisztított egyjátékos kampány, illetve a remek multi) a környezetváltás ellenére is megmaradtak, sőt magasabb szintre emelkedtek: pergős, látványos, változatos egyjátékos rész és addiktív többjátékos mód. Dicsérte továbbá a magas színvonalú animációkat, a környezet kidolgozásának és a számtalan apró effektnek hála tökéletes összhatást nyújt a játék. Pozitívum továbbá, hogy a hangok, szinkronok, illetve a fegyverek is remek hanghatásokkal rendelkeznek, illetve a játék futtatásához szükséges gépigény alacsony. A sok pozitívummal szemben a fájdalmasan rövid történetet, valamint a játék végén felcsendülő hiphop számot említették meg.
A Call of Duty 4: Modern Warfare megjelenésekor a PC Guru és a GameStar egyaránt a hónap játékának választotta meg. A PC Guru csapata a 2007-es év összesítésekor a legjobb játék, illetve a legjobb FPS kategóriában rangsorolta első helyre a játékot. A GameStar évértékelésében pedig az olvasók szavazatai alapján a legjobb játék, a legjobb FPS és a legjobb multiplayer kategóriákban győzedelmeskedett.

### Díjak
A játék több díjat is kapott különböző weboldalaktól és sajtótermékektől. A GameSpottól és GameTrailerstől a Best Graphics of E3 2007-es E3 legjobb grafikája díjat és a 2007-es év legjobb PlayStation 3 játéka díjat, és később a harmadik legjobb helyet szerezte meg a GamTrailers "Top 10 FPS Games Ever!" listáján. A Modern Warfare a GamePro magazintól és GameSpytól szintén sok elismerést kapott: az előbbi a 2007-es év legjobb teljes játékának, az utóbbi pedig az év játékának választotta. A Game Critics a legjobb akciójáték címét ítélte oda. Ezen kívül több más helyen, mint az IGN, az X-play és a Spike Video Game Awards a játék szintén díjakban részesült, olyan területeken, mint a legjobb hangzás, a 2007-es év lövöldözős játéka és a legjobb katonai játék. Az Academy of Interactive Arts & Sciences a Call of Duty 4-nek ítélte az év konzoljátéka, az év akciójátéka és az év teljes játéka díjakat. A British Academy Video Games Awardson a játék az év legjobb játékmenete, az év legjobb története és szereplője és az év közönségdíjas játéka díjakat szerezte meg. A Modern Warfare megkapta az Academy of Video Games Awards 2007-es év játéka díját is. A PlayStation Official Magazine olvasói a 7. legjobb PlayStationre kiadott játéknak választották.

### Eladások
A Call of Duty 4 megjelenése előtt azt jósolták, hogy több darab fog belőle fogyni, mint a Halo 3-ból, hiszen olyan jó fogadtatásban részesült, mint a Halo 3, azzal szemben nem egy, hanem három platformra jelent meg és a játék iránt olyan kereslet volt, hogy a boltok sokszor csupán az előrendelők igényeit tudták a készletből kielégíteni. A jóslat az Xbox 360 változat esetén be is vált, amely az NPD Group alapján 2007 novembere és 2008 januárja között a legtöbbet vásárolt videójáték volt az Egyesült Államokban. Az Xbox 360 és PlayStation 3 platforma kiadott változatból 1,57 millió, illetve 440 000 fogyott az USA-ban 2007 novemberében. Előbbiből 1,47 milliót adtak el decemberben, 2008 januárjában pedig 331 000 fogyott, míg utóbbiból ebben a hónapban 140 000-et adtak el. Az Xbox 360 platformra kiadott változat a 2007-es év 3. legtöbbet eladott játéka volt az Egyesült Államokban, 3,04 millió példánnyal, közvetlenül a Halo 3 mögött, amiből 4,62 millió darabot adtak el. Világviszonylatban 7 millió példányt adtak el 2008 januárjára, ami 2007 legtöbbet eladott játékává tette. 2008. június 3-án az Infinity Ward bejelentette, hogy a Call of Duty 4-ből 10 millió darabot adtak el. 2009 májusában az Activision jelentette be, hogy addig 13 millió példány kelt el.